# ده دقیقه بزرگ‌تر
ده دقیقه بزرگ‌تر (انگلیسی: Ten Minutes Older) کاری متشکل از دو مجموعه فیلم بلند با عناوین ترومپت (به انگلیسی: The Trumpet) و ویولنسل (به انگلیسی: The Cello) است که در سال ۲۰۰۲ منتشر شد.

## ده دقیقه بزرگ‌تر: ترومپت
کارگردانی توسط:
- آکی کائوریسماکی (بخش «سگ‌ها جهنم ندارند»)
- ویکتور اریسه (بخش «راه نجات»)
- ورنر هرتسوک (بخش «ده‌هزار سال بزرگ‌تر»)
- جیم جارموش (بخش «بین‌المللی. تریلر. شب»)
- ویم وندرس (بخش «دوازده مایل تا ترونا»)
- اسپایک لی (بخش «فریب خوردیم»)
- چن کایگه (بخش «۱۰۰ گل پنهان در اعماق»)

## ده دقیقه بزرگ‌تر: ویولنسل
کارگردانی توسط:
- برناردو برتولوچی (بخش «داستان آب»)
- مایک فیگیس (بخش «درباره زمان ۲»)
- ییرژی منتسل (بخش «یک لحظه»)
- ایشتوان سابو (بخش «ده دقیقه بعد»)
- کلر دنی (بخش «به طرف نانسی»)
- فولکر شلوندورف (بخش «روشنگری»)
- مایکل ردفورد (بخش «معتاد به ستاره‌ها»، ساخته دنیل کریگ)
- ژان-لوک گدار (بخش «در تاریکی زمان»)